# 秀丽长方蟹
秀丽长方蟹（学名：Metaplax elegans），舊屬方蟹科长方蟹属，今屬方蟹總科弓蟹科长方蟹属。分布于沙磱越、新加坡以及中国大陆的广东等地，生活环境为海水，一般栖息于潮间带红树林。